# Партенштайн
Партенштайн (нем. Parthenstein) — община в Германии, в земле Саксония. Подчиняется административному округу Лейпциг. Входит в состав района Лейпциг. Подчиняется управлению Наунхоф.  Население составляет 3657 человек (на 31 декабря 2010 года). Занимает площадь 34,96 км².
Коммуна подразделяется на 4 сельских округа.